# Plužná
Plužná (en allemand : Pluschna) est une commune du district de Mladá Boleslav, dans la région de Bohême-Centrale, en République tchèque. Sa population s'élevait à 237 habitants en 2020.

## Géographie
Plužná se trouve à 3 km au nord-nord-est de Bělá pod Bezdězem, à 10 km au nord-ouest de Mladá Boleslav et à 51 km au nord-est de Prague.
La commune est limitée par Bělá pod Bezdězem à l'ouest et au nord, par Čistá à l'est, par Bukovno et Katusice au sud.

## Histoire
La première mention écrite de la localité date de 1337.

## Transports
Par la route, Plužná se trouve à 5,5 km de Bělá pod Bezdězem, à 13 km de Mladá Boleslav et à 74 km du centre de Prague.